# Cazaquistão nos Jogos Olímpicos de Inverno de 2010

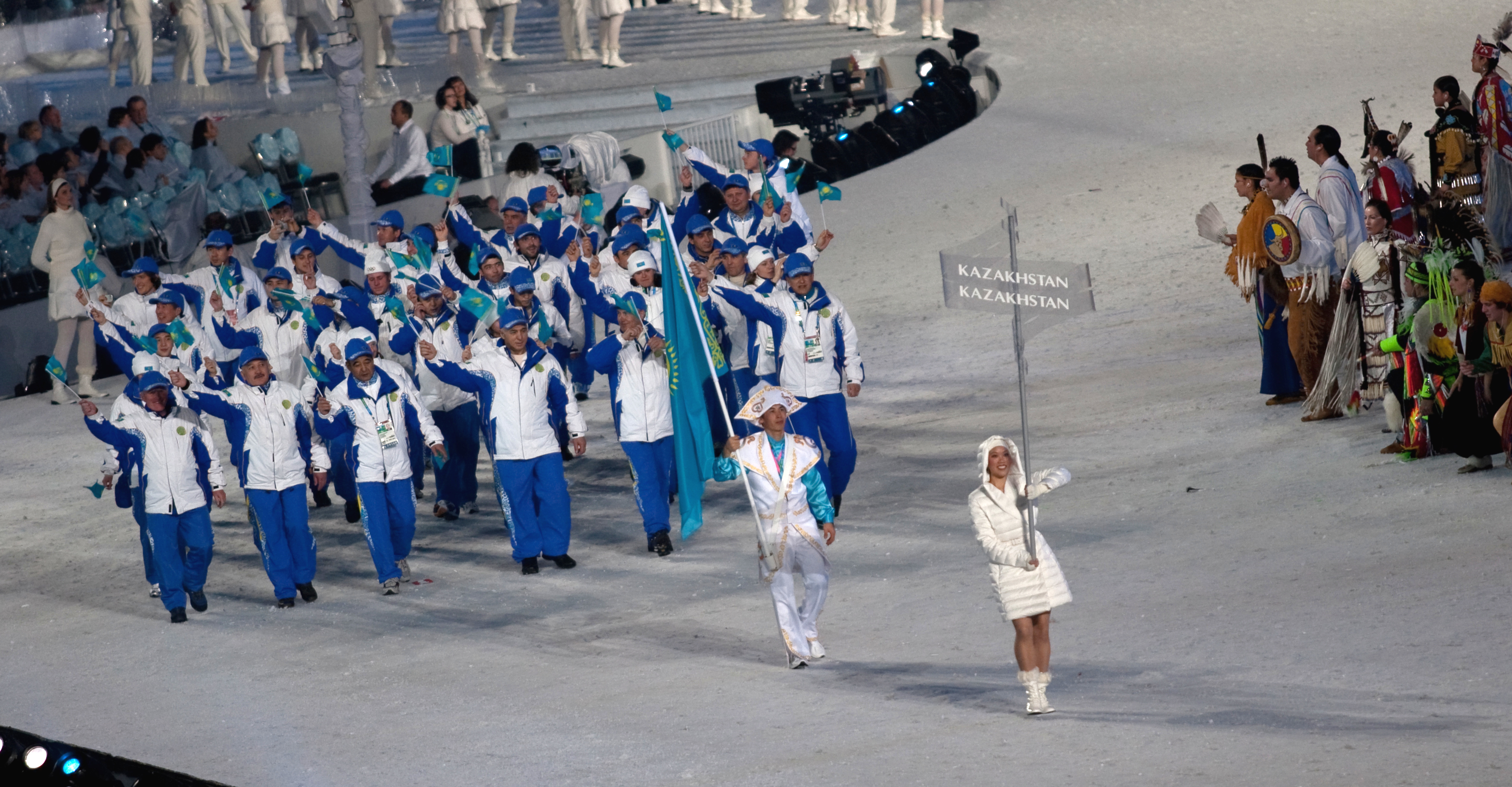
Delegação cazaque durante a cerimônia de abertura

O Cazaquistão participou dos Jogos Olímpicos de Inverno de 2010, realizados na cidade de Vancouver, no Canadá. Foi a quinta aparição do país em Olimpíadas de Inverno.

## Medalhas
| Atleta            | Esporte | Evento              | Medalha |
| ----------------- | ------- | ------------------- | ------- |
| Elena Khrustaleva | Biatlo  | Individual feminino | Prata   |

## Desempenho

### Biatlo
Feminino
| Atleta                                                            | Evento           | Final     | Final       | Final            |
| Atleta                                                            | Evento           | Tempo     | Penalidades | Posição          |
| ----------------------------------------------------------------- | ---------------- | --------- | ----------- | ---------------- |
| Lyubov Filimonova                                                 | Velocidade       | 22:44.4   | 2 (1+1)     | 67º              |
| Lyubov Filimonova                                                 | Individual       | 46:45.4   | 3 (0+1+1+1) | 57º              |
| Elena Khrustaleva                                                 | Velocidade       | 20:20.4   | 0 (0+0)     | 5º               |
| Elena Khrustaleva                                                 | Perseguição      | 31:42.1   | 3 (1+0+1+1) | 11º              |
| Elena Khrustaleva                                                 | Individual       | 41:13.5   | 0 (0+0+0+0) | Medalha de prata |
| Elena Khrustaleva                                                 | Largada coletiva | 39:01.3   | 5 (2+2+1+0) | 27º              |
| Anna Lebedeva                                                     | Velocidade       | 22:15.1   | 0 (0+2)     | 52º              |
| Anna Lebedeva                                                     | Perseguição      | 34:49.8   | 2 (0+1+0+1) | 44º              |
| Anna Lebedeva                                                     | Individual       | 44:36.3   | 2 (0+0+0+2) | 38º              |
| Marina Lebedeva                                                   | Velocidade       | 22:27.0   | 1 (0+1)     | 58º              |
| Marina Lebedeva                                                   | Perseguição      | LAP       | 5 (1+2+2+ ) |                  |
| Marina Lebedeva                                                   | Individual       | 48:04.9   | 3 (0+0+2+1) | 71º              |
| Elena Khrustaleva Anna Lebedeva Lyubov Filimonova Marina Lebedeva | Revezamento      | 1:13:42.9 | 0+4 0+5     | 14º              |

Masculino
| Atleta                                                             | Evento      | Final     | Final       | Final   |
| Atleta                                                             | Evento      | Tempo     | Penalidades | Posição |
| ------------------------------------------------------------------ | ----------- | --------- | ----------- | ------- |
| Nikolay Braichenko                                                 | Velocidade  | 28:52.0   | 3 (1+2)     | 84º     |
| Alexsandr Chervyhkov                                               | Velocidade  | 27:09.9   | 3 (1+2)     | 51º     |
| Alexsandr Chervyhkov                                               | Perseguição | 37:30.5   | 3 (1+0+1+1) | 49º     |
| Alexsandr Chervyhkov                                               | Individual  | 53:53.1   | 4 (0+0+0+4) | 50º     |
| Dias Keneshev                                                      | Velocidade  | 28:04.6   | 1 (0+1)     | 72º     |
| Dias Keneshev                                                      | Individual  | 56:27.0   | 4 (1+0+0+3) | 72º     |
| Yan Savitskiy                                                      | Velocidade  | 26:35.2   | 1 (1+0)     | 39º     |
| Yan Savitskiy                                                      | Perseguição | 35:49.6   | 1 (0+0+1+0) | 27º     |
| Yan Savitskiy                                                      | Individual  | 55:07.3   | 5 (0+1+2+2) | 64º     |
| Alexandr Trifonov                                                  | Individual  | 55:53.1   | 4 (2+1+1+0) | 69º     |
| Alexsandr Chervyhkov Yan Savitskiy Dias Keneshev Alexandr Trifonov | Revezamento | 1:30:31.1 | 2+6 2+7     | 18º     |

### Esqui alpino
Feminino
| Atleta            | Evento         | Corrida 1 | Corrida 2 | Total | Pos. |
| ----------------- | -------------- | --------- | --------- | ----- | ---- |
| Lyudmila Fedotova | Downhill       | 2:01.58   |           |       | 36º  |
| Lyudmila Fedotova | Super-G        | 1:31.43   |           |       | 38º  |
| Lyudmila Fedotova | Slalom gigante | DNF       | DNF       | DNF   | DNF  |

Masculino
| Atleta         | Evento         | Corrida 1 | Corrida 2 | Total   | Pos. |
| -------------- | -------------- | --------- | --------- | ------- | ---- |
| Igor Zakurdaev | Downhill       | 1:59.80   |           |         | 50º  |
| Igor Zakurdaev | Super-G        | 1:36.97   |           |         | 43º  |
| Igor Zakurdaev | Combinado      | 1:58.95   | 57.25     | 2:56.20 | 33º  |
| Igor Zakurdaev | Slalom gigante | 1:24.50   | 1:26.86   | 2:51.36 | 51º  |
| Igor Zakurdaev | Slalom         | 54.41     | 58.40     | 1:52.81 | 38º  |

### Esqui cross-country
Feminino
| Atleta                                                                    | Evento                 | Qualificatória | Qualificatória | Quartas-de-final | Quartas-de-final | Semifinal   | Semifinal   | Final       | Final       |
| Atleta                                                                    | Evento                 | Tempo          | Pos.           | Tempo            | Pos.             | Tempo       | Pos.        | Tempo       | Pos.        |
| ------------------------------------------------------------------------- | ---------------------- | -------------- | -------------- | ---------------- | ---------------- | ----------- | ----------- | ----------- | ----------- |
| Elena Antonova                                                            | Velocidade             | 4:01.35        | 45º            | Não avançou      | Não avançou      | Não avançou | Não avançou | Não avançou | Não avançou |
| Oxana Jatskaja                                                            | 10 km livre            |                |                |                  |                  |             |             | 27:16.3     | 39º         |
| Oxana Jatskaja                                                            | Perseguição combinada  |                |                |                  |                  |             |             | 42:53.0     | 33º         |
| Oxana Jatskaja                                                            | Largada coletiva       |                |                |                  |                  |             |             | 1:34:11.0   | 18º         |
| Oxana Jatskaja                                                            | Velocidade             | 3:51.27        | 32º            | Não avançou      | Não avançou      | Não avançou | Não avançou | Não avançou | Não avançou |
| Elena Kolomina                                                            | 10 km livre            |                |                |                  |                  |             |             | 26:35.6     | 27º         |
| Elena Kolomina                                                            | Perseguição combinada  |                |                |                  |                  |             |             | 42:48.4     | 28º         |
| Elena Kolomina                                                            | Largada coletiva       |                |                |                  |                  |             |             | 1:37:53.0   | 33º         |
| Elena Kolomina                                                            | Velocidade             | 3:52.12        | 36º            | Não avançou      | Não avançou      | Não avançou | Não avançou | Não avançou | Não avançou |
| Svetlana Malahova-Shishkina                                               | 10 km livre            |                |                |                  |                  |             |             | 25:53.9     | 10º         |
| Svetlana Malahova-Shishkina                                               | Perseguição combinada  |                |                |                  |                  |             |             | 42:27.1     | 25º         |
| Svetlana Malahova-Shishkina                                               | Largada coletiva       |                |                |                  |                  |             |             | 1:41:01.6   | 42º         |
| Marina Matrossova                                                         | Perseguição combinada  |                |                |                  |                  |             |             | 44:36.2     | 47º         |
| Marina Matrossova                                                         | Largada coletiva       |                |                |                  |                  |             |             | 1:38:00.6   | 34º         |
| Marina Matrossova                                                         | Velocidade             | 4:03.14        | 48º            | Não avançou      | Não avançou      | Não avançou | Não avançou | Não avançou | Não avançou |
| Tatjana Roshina                                                           | 10 km livre            |                |                |                  |                  |             |             | 27:06.6     | 36º         |
| Oxana Jatskaja Elena Kolomina                                             | Velocidade por equipes |                |                |                  |                  | 19:33.6     | 6º          | Não avançou | Não avançou |
| Elena Kolomina Oxana Jatskaja Tatjana Roshina Svetlana Malahova-Shishkina | Revezamento 4x5km      |                |                |                  |                  |             |             | 58:23.3     | 9º          |

Masculino
| Atleta                                                                 | Evento                 | Qualificatória | Qualificatória | Quartas-de-final | Quartas-de-final | Semifinal   | Semifinal   | Final       | Final       |
| Atleta                                                                 | Evento                 | Tempo          | Pos.           | Tempo            | Pos.             | Tempo       | Pos.        | Tempo       | Pos.        |
| ---------------------------------------------------------------------- | ---------------------- | -------------- | -------------- | ---------------- | ---------------- | ----------- | ----------- | ----------- | ----------- |
| Nikolay Chebotko                                                       | 15 km livre            |                |                |                  |                  |             |             | 35:34.1     | 38º         |
| Nikolay Chebotko                                                       | Velocidade             | 3:37.84        | 8º             | 3:38.6           | 3º               | Não avançou | Não avançou | Não avançou | Não avançou |
| Sergey Cherepanov                                                      | 15 km livre            |                |                |                  |                  |             |             | 35:50.8     | 47º         |
| Sergey Cherepanov                                                      | Perseguição combinada  |                |                |                  |                  |             |             | 1:23:43.7   | 49º         |
| Sergey Cherepanov                                                      | Largada coletiva       |                |                |                  |                  |             |             | DNS         | DNS         |
| Sergey Cherepanov                                                      | Velocidade             | 3:48.29        | 48º            | Não avançou      | Não avançou      | Não avançou | Não avançou | Não avançou | Não avançou |
| Yevgeniy Koshevoy                                                      | Velocidade             | 3:49.51        | 52º            | Não avançou      | Não avançou      | Não avançou | Não avançou | Não avançou | Não avançou |
| Alexey Poltaranin                                                      | 15 km livre            |                |                |                  |                  |             |             | 34:50.5     | 14º         |
| Alexey Poltaranin                                                      | Largada coletiva       |                |                |                  |                  |             |             | 2:09:29.6   | 27º         |
| Alexey Poltaranin                                                      | Velocidade             | 3:38.68        | 15º            | 3:34.7           | 2º               | 3:35.6      | 4º          | 3:54.4      | 5º          |
| Yevgeniy Velichko                                                      | 15 km livre            |                |                |                  |                  |             |             | 36:33.0     | 56º         |
| Yevgeniy Velichko                                                      | Perseguição combinada  |                |                |                  |                  |             |             | 1:18:00.2   | 28º         |
| Yevgeniy Velichko                                                      | Largada coletiva       |                |                |                  |                  |             |             | 2:13:01.5   | 39º         |
| Nikolay Chebotko Alexey Poltaranin                                     | Velocidade por equipes |                |                |                  |                  | 18:45.3     | 5º          | 19:07.5     | 5º          |
| Sergey Cherepanov Alexey Poltaranin Yevgeniy Velichko Nikolay Chebotko | Revezamento 4x10km     |                |                |                  |                  |             |             | 1:49:49.1   | 11º         |

### Esqui estilo livre
Feminino
| Atleta            | Evento  | Preliminar | Preliminar | Final       | Final       |
| Atleta            | Evento  | Pontos     | Pos.       | Pontos      | Pos.        |
| ----------------- | ------- | ---------- | ---------- | ----------- | ----------- |
| Yulia Galysheva   | Moguls  | 21.51      | 16º        | 22.17       | 11º         |
| Yuliya Rodionova  | Moguls  | 20.73      | 22º        | Não avançou | Não avançou |
| Darya Rybalova    | Moguls  | 21.31      | 17º        | 20.85       | 14º         |
| Zhibek Arapbayeva | Aerials | 86.98      | 23º        | Não avançou | Não avançou |

Masculino
| Atleta            | Evento | Preliminar | Preliminar | Final       | Final       |
| Atleta            | Evento | Pontos     | Pos.       | Pontos      | Pos.        |
| ----------------- | ------ | ---------- | ---------- | ----------- | ----------- |
| Dmitriy Barmashov | Moguls | 11.56      | 29º        | Não avançou | Não avançou |
| Dmitry Reiherd    | Moguls | 24.26      | 9º         | 19.23       | 18º         |

### Patinação artística
| Atleta             | Evento               | Programa curto | Programa curto | Programa longo | Programa longo | Total       | Total       |
| Atleta             | Evento               | Pontos         | Pos.           | Pontos         | Pos.           | Pontos      | Pos.        |
| ------------------ | -------------------- | -------------- | -------------- | -------------- | -------------- | ----------- | ----------- |
| Denis Ten          | Individual masculino | 76.54          | 10º            | 135.01         | 14º            | 211.25      | 11º         |
| Abzal Rakimgaliyev | Individual masculino | 55.88          | 26º            | Não avançou    | Não avançou    | Não avançou | Não avançou |

### Patinação de velocidade
Feminino
| Atleta            | Evento      | Corrida 1 | Corrida 1 | Corrida 2 | Corrida 2 | Final   | Final |
| Atleta            | Evento      | Tempo     | Pos.      | Tempo     | Pos.      | Tempo   | Pos.  |
| ----------------- | ----------- | --------- | --------- | --------- | --------- | ------- | ----- |
| Yekaterina Aydova | 500 metros  | 39.02     | 19º       | 39.116    | 18º       | 78.140  | 18º   |
| Yekaterina Aydova | 1000 metros |           |           |           |           | 1:17.85 | 16º   |
| Yekaterina Aydova | 1500 metros |           |           |           |           | 2:02.81 | 29º   |

Masculino
| Atleta         | Evento      | Corrida 1 | Corrida 1 | Corrida 2 | Corrida 2 | Final   | Final |
| Atleta         | Evento      | Tempo     | Pos.      | Tempo     | Pos.      | Tempo   | Pos.  |
| -------------- | ----------- | --------- | --------- | --------- | --------- | ------- | ----- |
| Dmitry Babenko | 5000 metros |           |           |           |           | 6:31.19 | 15º   |
| Roman Krech    | 500 metros  | 36.26     | 35º       | 36.27     | 34º       | 72.53   | 34º   |
| Roman Krech    | 1000 metros |           |           |           |           | 1:11.27 | 28º   |
| Denis Kuzin    | 1000 metros |           |           |           |           | 1:10.88 | 23º   |
| Denis Kuzin    | 1500 metros |           |           |           |           | 1:49.05 | 23º   |

### Patinação de velocidade em pista curta
Masculino
| Atleta          | Evento      | Preliminar | Preliminar | Quartas     | Quartas     | Semifinal   | Semifinal   | Final       | Final       |
| Atleta          | Evento      | Tempo      | Pos.       | Tempo       | Pos.        | Tempo       | Pos.        | Tempo       | Pos.        |
| --------------- | ----------- | ---------- | ---------- | ----------- | ----------- | ----------- | ----------- | ----------- | ----------- |
| Aidar Bekzhanov | 500 metros  | DSQ        | DSQ        | Não avançou | Não avançou | Não avançou | Não avançou | Não avançou | Não avançou |
| Aidar Bekzhanov | 1000 metros | 1:26.536   | 4º         | Não avançou | Não avançou | Não avançou | Não avançou | Não avançou | Não avançou |

### Salto de esqui
| Atleta           | Evento                  | Preliminar | Preliminar | 1ª rodada   | 1ª rodada   | Final       | Final       | Final       |
| Atleta           | Evento                  | Pontos     | Pos.       | Pontos      | Pos.        | Pontos      | Total       | Pos.        |
| ---------------- | ----------------------- | ---------- | ---------- | ----------- | ----------- | ----------- | ----------- | ----------- |
| Nikolay Karpenko | Pista normal individual | 114.5      | 31º        | 113.0       | 30º         | 116.0       | 229.0       | 29º         |
| Nikolay Karpenko | Pista longa individual  | 100.2      | 41º        | Não avançou | Não avançou | Não avançou | Não avançou | Não avançou |
| Alex Korolev     | Pista normal individual | 116.0      | 29º        | 105.0       | 44º         | Não avançou | Não avançou | Não avançou |
| Alex Korolev     | Pista longa individual  | 109.3      | 32º        | 79.8        | 39º         | Não avançou | Não avançou | Não avançou |

Legenda
| Recorde mundial      | Recorde mundial (World record)               |                       | Recorde africano                      | Recorde africano (African) |                                           | Q | Classificado por posição (Qualified) |
| Recorde olímpico     | Recorde olímpico (Olympic record)            | Recorde da América    | Recorde da América (Americas)         | q                          | Classificado por melhor tempo (Qualified) |   |                                      |
| Melhor marca do ano  | Melhor marca do ano (World leading)          | Recorde asiático      | Recorde asiático (Asian)              | DNS                        | Não largou (Did not start)                |   |                                      |
| Recorde nacional     | Recorde nacional (National record)           | Recorde europeu       | Recorde europeu (European)            | DNF                        | Não terminou (Did not finish)             |   |                                      |
| Recorde pessoal      | Recorde pessoal do atleta (Personal best)    | Recorde da Oceania    | Recorde da Oceania (Oceania)          | DSQ / DQ                   | Desclassificado (Disqualified)            |   |                                      |
| Recorde da temporada | Recorde da temporada do atleta (Season best) | Recorde sul-americano | Recorde sul-americano (South America) | NM                         | Sem marca (No mark)                       |   |                                      |